# 드라마 25
드라마 25(일본어: ドラマ25 ドラマトゥウェンティーファイブ[*])는 TV 도쿄 계열에서 매주 금요일에 방영하는 드라마이다.

## 작품 소개
- 《SR 사이타마의 래퍼~마이크의 통로~》
- 《데드 스톡~미지로의 도전~》
- 《세토우츠미》
- 《MASKMEN》
- 《미야모토에서 너에게》
- 《인베스터 Z》
- 《이 만화가 대단하다!》
- 《일본 낡은여관 기행》
- 《와타누키씨 집의》
- 《사도》
- 《혼자 캠프에서 먹고 자다》
- 《제츠메시 로드》
- 《버려요, 아다치 씨》
- 《여자 구르메 버거부》